# 더스키 사운드

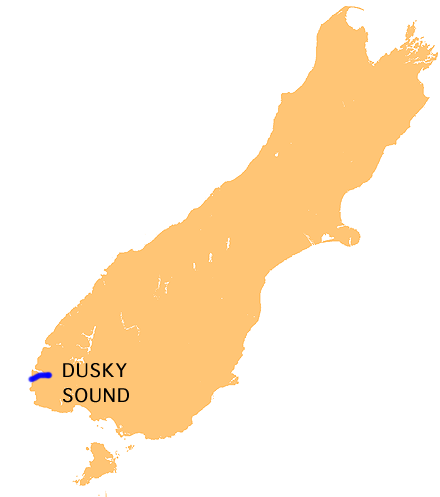
더스키 사운드의 위치

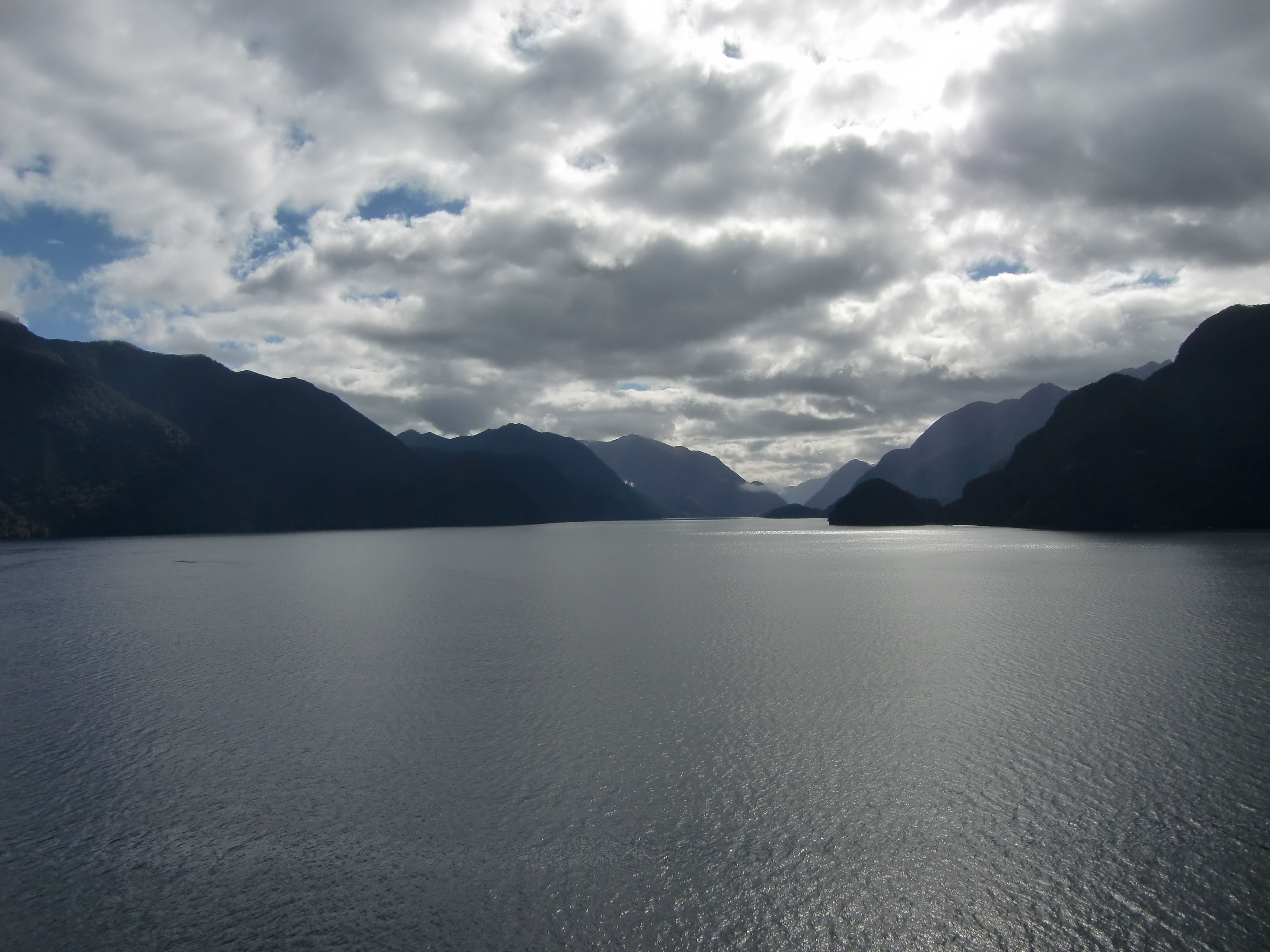
더스키 사운드

더스키 사운드(Dusky Sound)는 뉴질랜드 남섬 남서쪽의 피오르드랜드 국립공원에 있는 피오르 지형이다.

## 지리
이 해안은 많은 피오르 지형 중 가장 복잡한 것 중 하나이며, 웨스트포인트에서 길이 40 km, 너비 8km로 가장 큰 것 중 하나이다.
이 지형의 북쪽에는 리솔루션 섬이 있고, 그 파이브 핑거즈 반도는 사운드의 어귀를 북서쪽에서 숨겨준다. 그 섬의 동쪽 해안을 따라, 아크론 패시지가 더스키 사운드를 북쪽에 있는 브레이크씨 사운드와 연결해 준다. 이 사운드에는 여러 섬이 있는데 그 중에서도 앵커 섬, 쿠퍼 섬이 가장 유명하다. 사운드의 상류는 가파른 지형이며, 이 지역의 많은 강수량으로 인해 수백개의 폭포 층이 형성되어 우기에는 이 사운드로 떨어지게 한다. 물개와 돌고래는 종종 이 사운들의 수면에서 관찰되고 종종 고래도 찾아온다. 씨포스 강은 작은 강과 수로들 중 가장 크며, 이 사운드로 흐르고 있다.

## 교통
이 사운드는 바다와 공중으로만 접근 가능하며, 이 포인트의 해안으로는 길이 없다. 그러나 더스키 트랙은 마나푸오리 호수와 하우로코 호수에서 이 사운드까지 상류로 뻗어 있다.

## 같이 보기
- 피요르드랜드 국립공원
- 다우트풀 사운드
- 밀포드 사운드